# Angelo Binaschi
Angelo Giovanni Mauro Binaschi (ur. 15 stycznia 1889 w Cozzo, zm. 15 marca 1973 w Mortarze) – włoski piłkarz i uczestnik igrzysk olimpijskich w Sztokholmie.
Angelo Binaschi był wychowankiem Pro Vercelli, klubu, w którym spędził całą piłkarską karierę. Zespół ten zdominował rozgrywki Serie A na przełomie pierwszej i drugiej dekady XX wieku zdobywając w tym czasie pięć mistrzostwo Włoch. Szóste scudetto Pro Vercelli wywalczyło w sezonie 1920/1921. Po tym sukcesie Binaschi zakończył piłkarską karierę.
W reprezentacji Włoch Ara rozegrał dziewięć meczów. Uczestniczył w Igrzyskach Olimpijskich 1912 w Sztokholmie, gdzie wystąpił we wszystkich trzech rozegranych przez Włochów meczach.

## Sukcesy
Pro Vercelli:
- mistrzostwo Włoch (6): 1908, 1909, 1910/11, 1911/12, 1912/13 i 1920/21.